# Bäjkån och Bällman
Bäjkån och Bällman var SR:s julkalender 1991.

## Handling
Påfågeln Bällman är uppfödd bland de höns som försöker retas med honom. Bällman bor hos uppfinnare och tusenkonstnär Bäjkån som varit sjöman och tältresare i Tyskland.
De bor på en stökig bakgård, och där står en gammal bil som kan vara en Volvo PV, och på verkstadens dörr finns en skylt med texten "Uppfinning pågår". Bäjkån har skapat en bildalmanacka, en lucka för varje dag. Till gården kommer mer eller mindre välkomna gäster. Välkommen är alltid Brevis, som kommer med paket, framför allt om det innehåller de semlor som Virginia bakat.

## Medverkande
- Tomas Forssell - Bäjkån
- Cathrine Westling - Bällman

Övriga röster bland andra Sven-Åke Gustavsson.

## Papperskalender

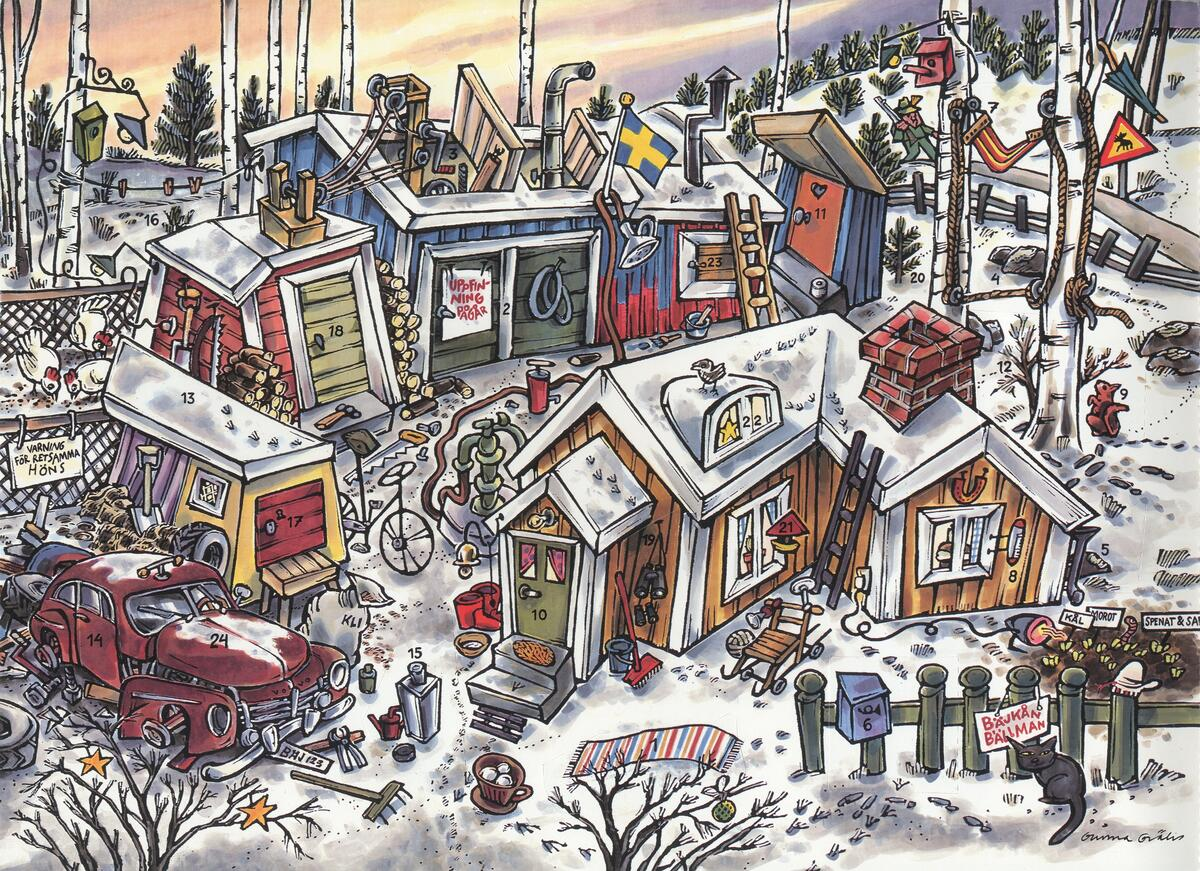
Papperskalendern

Kalendern visar Bäjkåns verkstad i vintermiljö.

## Utgivningar
Den utgavs även på CD och MK samma år, på skivmärket Silence.

### Fotnoter
1. ↑  ”Svensk mediedatabas”. http://smdb.kb.se/catalog/search?q=%22B%C3%A4jk%C3%A5n+och+B%C3%A4llman%22+typ%3Aradio&sort=OLDEST. Läst 5 april 2011.
2. ↑  ”1991, Bäjkån och Bällman”. Sveriges Radio. http://sverigesradio.se/barn/julkalendrar/1991.stm. Läst 30 augusti 2015.
3. ↑  ”Julkalendrar”. Arkiverad från originalet den 27 oktober 2014. https://web.archive.org/web/20141027040912/http://helgo.net/emma/julkalendrar.php?y=1991&t=radio. Läst 2 april 2011.
4. ↑  ”Svensk mediedatabas”. http://smdb.kb.se/catalog/id/001477671. Läst 6 april 2011.
5. ↑  ”Svensk mediedatabas”. http://smdb.kb.se/catalog/id/001498372. Läst 6 april 2011.